# Slieve Croob
La Slieve Croob (dal gaelico Sliabh Crúibe, che significa Collina dello zoccolo) è la più alta cima di una serie di piccole cime collocate nella contea di Down, Irlanda del Nord. Queste cime si trovano a nord delle 
montagne di Mourne, tra il villaggio di Dromara e la cittadina di Castlewellan. L'area attorno alla Slieve Croob, oltre alla montagna stessa è stata nominata Area of Outstanding Natural Beauty, un riconoscimento del Regno Unito a paesaggi rurali dalla bellezza apprezzabile. Qui c'è la sorgente del Lagan, uno dei principali fiumi dell'Ulster, che fluisce da qui fino a Belfast, dove entra nel Belfast Lough.

## Folclore
Storie popolari narrano che sono sepolti 12 re sulla cima della montagna e ogni anno è tradizione salire fino alla vetta, il primo sabato di agosto (chiamato Cairn Sunday o Blaeburry Sunday) e portare con sé una pietra per aiutare a seppellire i re. Da qualche anno si suonò anche musica popolare sulla cima proprio in occasione di questa ricorrenza.

## Ripetitori
Poco a lato della cima ci sono ripetitori della British Telecom, Vodafone e destinati a servizi d'emergenza e di polizia.

## Galleria d'immagini

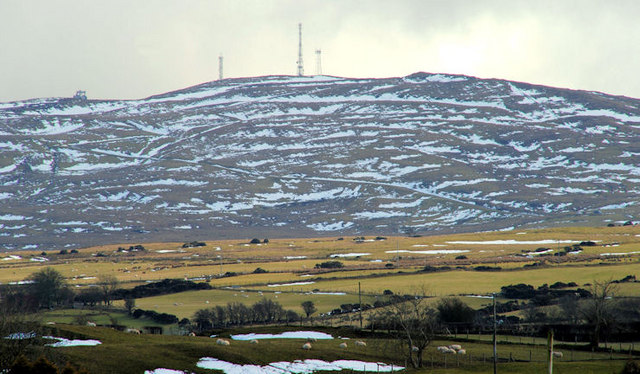
Slieve Croob vista da est, coperta da neve
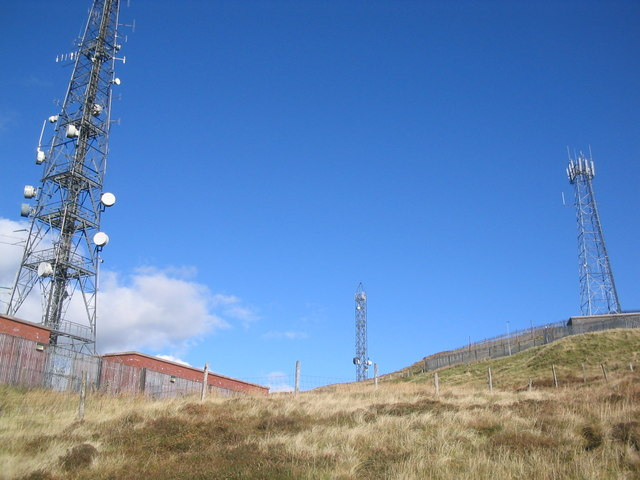
Ripetitori sulla Slieve Croob